# Referéndum constitucional de Liechtenstein de 2003
El 14 de marzo de 2003 se celebró en Liechtenstein un referéndum constitucional sobre los poderes del Príncipe. El referéndum tenía dos preguntas: una "Iniciativa del Príncipe" y una "Iniciativa de Paz de la Constitución".  La primera pregunta fue aprobada con un 64,32 % a favor y la segunda pregunta fue rechazada por el 83,44 % de los votantes.
La Iniciativa Principesca preguntó a los votantes si aprobaban una extensión del poder del Príncipe para destituir al gobierno, nominar jueces y vetar la legislación. La Iniciativa de Paz de la Constitución preguntó a los votantes si aprobaban o desaprobaban las modificaciones constitucionales, incluidas las modificaciones que habrían restringido los poderes del Príncipe. La BBC declaró que el referéndum en efecto convirtió a Liechtenstein en una "monarquía absoluta".  En diciembre de 2002, la comisión de Venecia del Consejo de Europa publicó un informe exhaustivo que analizaba las enmiendas, opinando que no eran compatibles con el estándar europeo de la democracia. El príncipe Juan Adán II había amenazado con abandonar el país y vivir en el exilio en Viena, Austria, si los votantes hubieran optado por restringir sus poderes.

## Resultados

### Iniciativa Principesca
| Opción                             | Votos  | %    |
| ---------------------------------- | ------ | ---- |
| A favor                            | 9,412  | 64.3 |
| En contra                          | 5,221  | 35.7 |
| Votos nulos/en blanco              | 212    | –    |
| Total                              | 14,845 | 100  |
| Votantes registrados/participación | 16,932 | 87.7 |
| Fuente: Nohlen & Stöver            |        |      |

### Iniciativa de Paz de la Constitución
| Opción                             | Votos  | %    |
| ---------------------------------- | ------ | ---- |
| A favor                            | 2,394  | 16.6 |
| En contra                          | 12,065 | 83.4 |
| Votos nulos/en blanco              | 386    | –    |
| Total                              | 14,845 | 100  |
| Votantes registrados/participación | 16,932 | 87.7 |
| Fuente: Nohlen & Stöver            |        |      |